# Alpina alticolaria
Alpina alticolaria är en fjärilsart som beskrevs av Mann 1853. Alpina alticolaria ingår i släktet Alpina och familjen mätare. Inga underarter finns listade i Catalogue of Life.